# میرگه نقشینه
میرگه نقشینه روستایی از توابع موکریان، منطقه گورک سقز - بخش مرکزی در شهرستان سقز است که در استان کردستان ایران قرار دارد.

## جمعیت
این روستا در دهستان میرده واقع شده و براساس سرشماری سال ۱۳۸۵، جمعیت آن ۳۴۰ نفر (۵۶ خانوار) بوده‌است.